# Underjordiskt naturgaslager

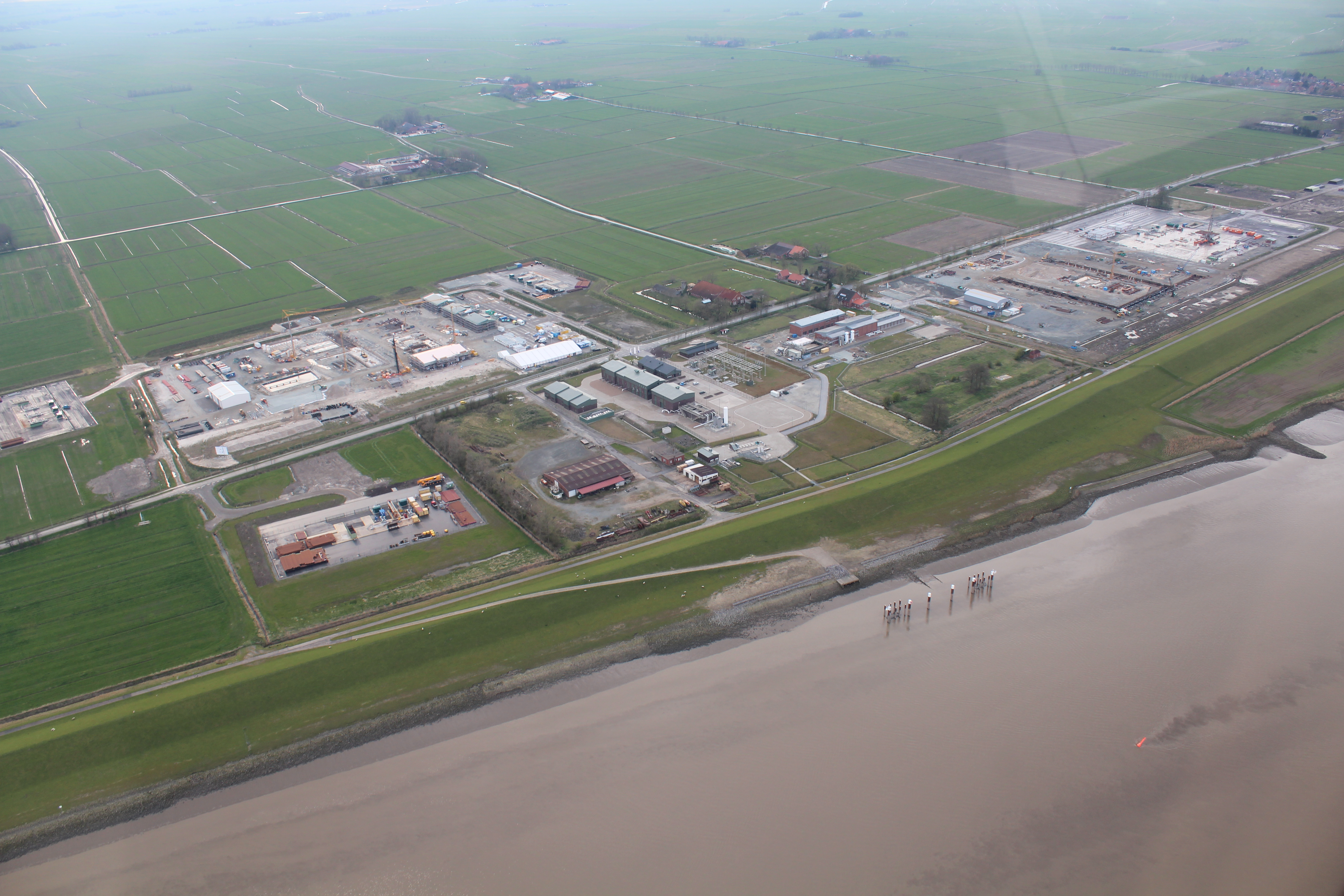
Byggande av underjordiskt gaslager vid Ems i Tyskland

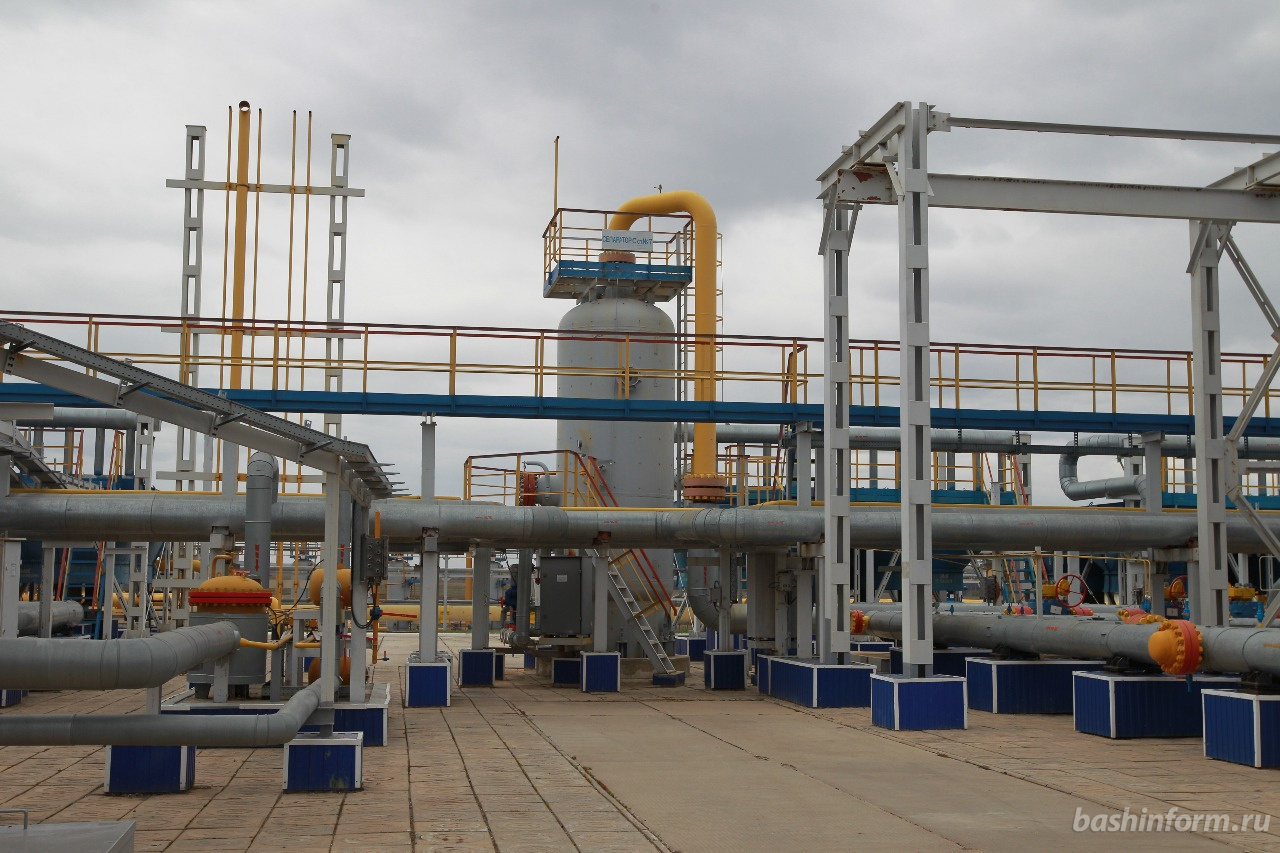
Канчуринско-Мусинское Kanchurinsko-Musinskoe underjordiska gaslager i Bashkortostan i Ryssland

Ett underjordiskt naturgaslager är en konstgjord gasfyndighet som byggs framför allt i vattenmättade formationer eller saltlager för att reglera ojämn gasförbrukning mellan sommar och vinter eller för att stabilisera stamgasnät. För säsongutjämning pumpas gas under den varma säsongen från huvudgasledningen in i det underjordiska lagret och under den kalla säsongen tillförs den till distributionsledningarna.
Underjordiska gaslager har byggts sedan 1915, då Kanadas första experimentella anläggning för naturgaslagring byggdes.

## Varianter

### Underjordisk gaslagring i utpumpade gasfält
Världens första experimentella injektion av gas i ett färdigexploaterat gasfält genomfördes 1915 i Kanada (Welland Countyfältet). Den första industriella underjordiska lagringsanläggningen, med en kapacitet på 62 miljoner m³, anlades 1916 i USA (Zohar gasfält i trakten av Buffalo).

### Underjordisk gaslagring i akviferer
Det första naturgaslagret i en akvifer byggdes 1946 i USA (Doe Run Upper i Kentucky).

### Underjordisk gaslagring i salthålor
Underjordisk lagring i tidigare saltgruvor eller särskild konstruerade salthålor är den vanligaste formen för underjordisk lagring av naturgas. Ett stort antal underjordiska lagringsanläggningar i saltgrottor drivs i bland annat USA och i Tyskland.

### Underjordisk gaslagring i bergrum
Demonstrationsprojektet Naturgaslager Skallen norr om Halmstad togs i kommersiell drift 2003 av Swedegas i en utsprängd gnejsgrotta på 115 meters djup.